# Desiree Righi
Desiree Righi (24 dicembre 1991) è un'artista marziale ed ex calciatrice italiana, di ruolo difensore.

## Carriera

### Calcio

#### Club
Righi, che cresce con la famiglia a San Leonardo in Passiria, nella provincia autonoma di Bolzano, si appassiona al calcio fin da giovanissima, iniziando l'attività grazie a un coetaneo vicino di casa che la invita a giocare nella squadra locale della Val Passiria, come sovente per le giovani calciatrici, unica femminuccia tra tanti maschietti. Qui vi rimane per la prima parte della carriera, giocando nella squadra giovanile mista fino all'età massima consentita dal regolamento.
Per continuare l'attività decide quindi nel 2006 di tesserarsi nella sua prima squadra interamente femminile, il Brixen OBI, venendo inserita in rosa con la formazione che disputa, da neopromossa, il girone B del campionato di Serie B 2006-2007, a quel tempo terzo livello del campionato italiano femminile di calcio, condividendo con le compagne una difficile stagione da debuttanti che vedono la squadra chiudere in fondo alla classifica e in zona retrocessione. Ciò nonostante Righi e compagne, grazie al ripescaggio a completamento organico, disputano il successivo campionato ancora in Serie B, con risultati più incoraggianti, il quarto posto, e rimasta una terza stagione con il club di Bressanone, raggiungendo il quinto posto nel campionato 2007-2008.

### Altri sport
Dopo il ritiro dal calcio giocato si dedica alle arti marziali iniziando a praticare il kickboxing, tesserandosi per il Sing Noi Muay Thai di Bolzano, e partecipando, primo atleta altoatesino a farlo, ai World Combat Games, all'edizione di Riyadh 2023 giungendo terza nella disciplina del Muay thai, e conquistando inoltre, sempre nel 2023, il titolo di campionessa italiana WMC.

## Palmarès

### Club
- Campionato italiano di Serie B: 1

Südtirol Damen Bolzano: 2014-2015